# تیوفسفات
تیوفسفات‌ها (یا فسفوروتیوات‌ها، PS) ترکیبات و آنیون‌های شیمیایی با فرمول شیمیایی عمومی PS
4−xO3−
x هستند که در آن x می‌تواند مقادیر ۰، ۱، ۲ و ۳ داشته باشد. همچنین مشتقات مرتبط که در آن گروه‌های آلی به یک یا چند O یا S متصل می‌شوند نیز در این دسته قرار دارند. تیوفسفات‌ها دارای مراکز چهار وجهی فسفر (V) هستند.
- zinc dialkyldithiophosphate,یک افزودنی روغن.[۲]
- فسفورتیوات ها اساس درمان های ضد حس[الف] هستند.
- آمیفوستین،  که در شیمی درمانی سرطان کاربرد دارد.
- Chlorpyrifos، یک حشره کش محبوب.
- مالاتیون،  یک حشره کش محبوب.

## یادداشت
1. ↑  Antisense therapy